# Challenge Cup masculine 2011-2012
Navigation
Édition précédente Édition suivante
La Challenge Cup masculine 2011-2012 est la 32e édition de la Challenge Cup masculine.

## Participants
Le nombre de participants est basé sur le classement des pays (les équipes éliminées en 16e de finale de la Coupe de la CEV 2011-2012 sont reversées en Challenge Cup) :
| Pos. | Pays               | Nombre d'équipes | Équipes |                                                                                     |
| ---- | ------------------ | ---------------- | --- | ----------------------------------------------------------------------------------- |
| 1    | Italie             | 1                | Casa Modena | Casa Modena                                                                         |
| 2    | Russie             | 1                | Dynamo Krasnodar |                                                                                     |
| 3    | Grèce              | 1                | Olympiakos Le Pirée |                                                                                     |
| 4    | Pologne            | 2                | AZS Politechnika Warszawa AZS Częstochowa (issu de la Coupe de la CEV)                                                                              |                                                                                     |
| 5    | France             | 1                | Rennes Volley 35 |                                                                                     |
| 6    | Belgique           | 1                | Prefaxis Menen |                                                                                     |
| 7    | Turquie            | 1                | Galatasaray Istanbul | Galatasaray Istanbul                                                                |
| 8    | Espagne            | 1                | Unicaja Almería (issu de la Coupe de la CEV) |                                                                                     |
| 9    | Allemagne          | 1                | evivo Düren | evivo Düren                                                                         |
| 10   | Autriche           | 3                | Aon hotVolleys Vienne VCA Niederösterreich SK Aich-Dob (issu de la Coupe de la CEV)                                                                 | Aon hotVolleys Vienne VCA Niederösterreich SK Aich-Dob (issu de la Coupe de la CEV) |
| 11   | Slovénie           | 1                | Calcit Kamnik (issu de la Coupe de la CEV) |                                                                                     |
| 12   | Serbie             | 2                | Vojvodina Novi Sad OK Radnički Kragujevac | Vojvodina Novi Sad OK Radnički Kragujevac                                           |
| 13   | Tchéquie           | 1                | Dukla Liberec |                                                                                     |
| 14   | Pays-Bas           | 2                | Langhenkel Orion Doetinchem Abiant Groningen | Langhenkel Orion Doetinchem Abiant Groningen                                        |
| 16   | Roumanie           | 4                | CVM Tomis Constanța Universitatea Cluj-Napoca Dinamo Bucarest (issu de la Coupe de la CEV) Stiinta Explorari Baia Mare (issu de la Coupe de la CEV) |                                                                                     |
| 17   | Bulgarie           | 1                | KVK Gabrovo |                                                                                     |
| 18   | Suisse             | 3                | Chênois Genève Volley Amriswil Lausanne UC (issu de la Coupe de la CEV)                                                                             |                                                                                     |
| 19   | Finlande           | 4                | Etta Oulu Pielaveden Sampo Team Lakkapää (issu de la Coupe de la CEV) Tampereen Isku-Volley (issu de la Coupe de la CEV)                            |                                                                                     |
| 20   | Croatie            | 2                | Mladost Zagreb (issu de la Coupe de la CEV) Mladost Marina Kaštela (issu de la Coupe de la CEV)                                                     |                                                                                     |
| 22   | Chypre             | 3                | AE Karava Nea Salamis Famagusta VC Anorthosis Famagusta (issu de la Coupe de la CEV)                                                                |                                                                                     |
| 23   | Ukraine            | 1                | Lokomotiv Kharkiv (issu de la Coupe de la CEV) |                                                                                     |
| 24   | Estonie            | 1                | Selver Tallinn (issu de la Coupe de la CEV) |                                                                                     |
| 25   | Biélorussie        | 3                | Stroitel Mińsk Kommunalnik Grodno Mietałłurg Jlobine                                                                                                |                                                                                     |
| 26   | Portugal           | 1                | AJF Bastardo |                                                                                     |
| 28   | Slovaquie          | 1                | VK Chemes Humenné | VK Chemes Humenné                                                                   |
| 29   | Bosnie-Herzégovine | 2                | MOK Brčko-Jedinstvo OK Kakanj (issu de la Coupe de la CEV)                                                                                          |                                                                                     |
| 30   | Israël             | 2                | Hapoël Kfar Saba Maccabi Tel Aviv (issu de la Coupe de la CEV)                                                                                      |                                                                                     |
| 33   | Albanie            | 1                | Teuta Durrës |                                                                                     |
| 35   | Luxembourg         | 1                | Volleyball Club Strassen |                                                                                     |
| 36   | Norvège            | 1                | Nyborg VBK Bergen |                                                                                     |

## Phase de qualifiaction
50 équipes disputent la compétition en matchs aller-retour. Les vainqueurs se retrouvent alors au tour suivant. Les quatre clubs encore en liste à l'issue des quarts de finale se qualifient pour le final four.

### 1ertour

#### Équipes qualifiées
Les équipes qualifiées pour le 2d tour de qualification sont :
- Mietałłurg Jlobine
- Kommunalnik Grodno

### 2dtour

#### Matchs retour
Les équipes de Langhenkel Orion Doetinchem, Volleyball Club Strassen, Volley Amriswil et Prefaxis Menen sont qualifiées pour les 16e de finale grâce à leur victoire dans le golden set.

#### Équipes qualifiées
Les équipes qualifiées pour les 16e de finale sont :
- AE Karava
- Langhenkel Orion Doetinchem
- Rennes Volley 35
- AZS Politechnika Warszawa
- AJF Bastardo
- Volleyball Club Strassen
- Volley Amriswil
- Prefaxis Menen
- Galatasaray Istanbul
- Nea Salamis Famagusta VC
- Dynamo Krasnodar
- Olympiakos Le Pirée
- VCA Niederösterreich
- CVM Tomis Constanța
- Abiant Groningen
- Stroitel Mińsk

## 16ede finale

### Matchs retour
L'équipe du Selver Tallinn est qualifiée pour les 8e de finale grâce à leur victoire dans le golden set.

### Équipes qualifiées
Les équipes qualifiées pour les 8e de finale sont :
- Dynamo Krasnodar
- AZS Politechnika Warszawa
- Lokomotiv Kharkiv
- Galatasaray Istanbul
- CVM Tomis Constanța
- Nea Salamis Famagusta VC
- Maccabi Tel Aviv
- Olympiakos Le Pirée
- Rennes Volley 35
- Stroitel Mińsk
- Unicaja Almería
- AZS Częstochowa
- Selver Tallinn
- Lausanne UC
- Prefaxis Menen
- AE Karava

## 8ede finale

### Équipes qualifiées
Les équipes qualifiées pour les quarts de finale sont :
- AZS Politechnika Warszawa
- Lokomotiv Kharkiv
- CVM Tomis Constanța
- Maccabi Tel Aviv
- Rennes Volley 35
- AZS Częstochowa
- Lausanne UC
- Prefaxis Menen

## Quarts de finale

### Équipes qualifiées
Les équipes qualifiées pour les demi-finales sont :
- AZS Politechnika Warszawa
- CVM Tomis Constanța
- AZS Częstochowa
- Prefaxis Menen

## Demi-finales

### Équipes qualifiées
Les équipes qualifiées pour la finale sont :
- AZS Politechnika Warszawa
- AZS Częstochowa